# Rydułtowy
Rydułtowy (en allemand : Rydultau, en silésien : Rydůłtowy) est une ville du sud de la Pologne, située en voïvodie de Silésie.
Rydułtowy se trouve dans la partie sud-ouest des hauts plateaux de Silésie, sur le plateau de Rybnik, dans la vallée d'Oświęcim-Racibórz.
Ville minière, Rydułtowy est étroitement liée à la mine de charbon "Rydułtowy-Anna", vieille de 200 ans.
Rydułtowy a été mentionnée pour la première fois dans des documents de 1228. Rudolphi Willa est le nom du village de la Principauté de Racibórz, comme le montrent les livres de l'archevêque de Wrocław, datant du XIIIe siècle.
Le 11 juillet 2024, : Un tremblement de terre de magnitude 3,1 frappe le sud du pays, tuant un mineur et en blessant 17 autres dans la mine de charbon.

## Jumelages
- Orlová (Tchéquie)
- Hvidovre (Danemark)

## Personnalités
- Kinga Głyk (1997-), bassiste et compositrice de jazz, est née à Rydułtowy.